# 领售权
领售权 (Drag-along right，DAR)，或称作强卖权、强制随售权、拖带权、带领权，是公司法中的法律概念。领售权保证了大股东在向第三方出售股份时，小股东必须把股份按照大股东的价格一并卖给第三方买家。领售权保证了大股东的利益。 领售权通常在IPO时终止.